# Hala Tivoli
Die Hala Tivoli (deutsch: Tivoli-Halle) ist eine Mehrzweckhalle in der slowenischen Hauptstadt Ljubljana. Es ist die Heimstätte des örtlichen Eishockeyvereins HDD Olimpija Ljubljana. Mit einer Kapazität von 7.000 Zuschauern (Große Halle) gehört sie zu den größten Hallen Sloweniens und dient u. a. als Veranstaltungsort für Konzerte. Neben der großen Halle besteht noch eine kleinere Sporthalle in der bei Basketballspielen 4.500 Besucher Platz finden.
Hala Tivoli liegt am Rande des gleichnamigen Tivoli-Parks.

## Geschichte
Die Grundstruktur der heutigen Halle mit den Tribünen und der Eisfläche wurde im Jahr 1962 fertiggestellt. Die folgenden drei Jahre wurde das Stadion als Freiluftarena betrieben, ehe im Jahr 1965 eine Überdachung errichtet wurde. Der letzte Umbau erfolgte 2005, bei dem unter anderem alle Stehplätze durch Sitzplätze ersetzt wurden. Die Halle ist beheizt und durch verschiedene Maßnahmen sehr einfach für Veranstaltungen aller Art adaptierbar. Aus diesem Grund ist die Halle auch über die Grenzen Sloweniens hinaus als Veranstaltungsort für Konzerte bekannt und regelmäßig ausverkauft.
In der großen Halle der Hala Tivoli wurden 2013 die Spiele der Vorrundengruppe A der Basketball-Europameisterschaft ausgetragen.